# Буенос-Айреська єпархія Покрови Пресвятої Богородиці УГКЦ
Буе́нос-А́йреська єпа́рхія Покро́ви Пресвято́ї Богоро́диці (лат. Eparchia Sanctae Mariae a Patrocinio Bonaërensis Ucrainorum, ісп. Eparquía de Santa María del Patrocinio en Buenos Aires de los ucranios) — єпархія Української греко-католицької церкви з осідком у Буенос-Айресі. 8 жовтня 2016 року Папа Франциск призначив владику Даниїла Козлинського єпископом цієї єпархії.

## Територія
До єпархії належать усі українці греко-католики, що проживають в Аргентині. За даними папського статистичного щорічника Annuario Pontificio за 2010 рік єпархія налічує близько 160 тис. вірних. З них 60 тис. мешкають у столиці і провінції Буенос-Айрес, 30 тис. — у провінції Місьйонес, 20 тис. — у провінціях Чако і Формоса. Катедральним собором єпархії є храм Покрови Пресвятої Богородиці в Буенос-Айресі. Єпархія також має 18 церков та 36 каплиць і видає двомовну газету «Голос Української церкви».

## Історія
У 1961 році для душпастирської опіки над українцями греко-католиками призначено єпископа Андрія Сапеляка як єпископа-помічника Буенос-айреського римо-католицького архієпископа. Того ж року було закладено наріжний камінь під будівництво майбутнього катедрального собору.
9 лютого 1968 року Папа Римський Павло VI заснував апостольський екзархат для українців греко-католиків у Аргентині.
7 вересня 1968 року Верховний архієпископ Йосип Сліпий освятив катедральний собор Покрови Пресвятої Богородиці в Буенос-Айресі.
24 квітня 1978 року той же папа апостольською конституцією Cum praeterito підніс екзархат до рангу єпархії і надав їй сьогоднішню офіційну назву.

## Ієрархи

### Апостольський екзарх для українців греко-католиків Аргентини
- Андрій Сапеляк, СДБ (9 лютого 1968 — 24 квітня 1978)

### Правлячі єпископи єпархії Покрови Пресвятої Богородиці
- Андрій Сапеляк СДБ (24 квітня 1978 — 12 грудня 1997)
- Михайло Микицей FDP (24 квітня 1999 — 10 квітня 2010)
  - Святослав Шевчук (10 квітня 2010 — 25 березня 2011 як апостольський адміністратор)
  - священик Луїс Глинка (30 березня — 22 червня 2011 як адміністратор єпархії)
  - Даниїл Козлинський (з 22 червня 2011 — як апостольський адміністратор)